# Josef Tzöbl
Josef Tzöbl (* 17. März 1900 in Siebenhirten, Niederösterreich; † 31. Oktober 1968 in Wien) war ein österreichischer Politiker der Christlichsozialen Partei (CSP).

## Ausbildung und Beruf
Nach dem Gymnasium promovierte er im Studium der Rechte an der Universität Wien und wurde Generalsekretär des christlichsozialen Volksverbandes für Niederösterreich. Als Nachfolger von Karl Gottfried Hugelmann kam er als Abgeordneter der Christlichsozialen Partei (CSP) in den Bundesrat. Zwischen 1930 und 1938 war er Mitglied des Gemeindevorstandes des damals noch selbständigen Siebenhirten. Ab Jänner 1935 war er auch Geschäftsführer des Österreichischen Verbandes für volksdeutsche Auslandsarbeit (ÖVVA), welcher 1934 auf Anregung von Bundeskanzler Engelbert Dollfuß gegründet wurde. Auch dessen Organ, die Österreichische Korrespondenz für Volksdeutsche Arbeit (ÖKVDA) leitete er. Er publizierte im Jahr 1934 „Vaterländische Erziehung“ und 1936 die Schrift „Österreich und das Minderheitenrecht“. Ab 1933 war er Geschäftsführer der Staatlichen Milchverkehrsstelle. Nach 1945 war er Leiter des politischen Büros der ÖVP. Von 1960 bis 1964 war er auch Mitglied des Aufsichtsrates der Österreichischen Alpine Montangesellschaft. Begraben wurde er auf dem Friedhof Wien-Siebenhirten.
Er wurde 1919 Mitglied der katholischen Studentenverbindung KÖHV Amelungia Wien im ÖCV und wurde von dieser nach 1945 nicht mehr als Mitglied geführt.

## Politische Mandate
- 3. Juni 1932 bis 2. Mai 1934: Mitglied des Bundesrates (IV. Gesetzgebungsperiode), CSP